# Douglas Tate
Douglas Tate (* 28. Oktober 1934; † 16. November 2005) war ein britischer Mundharmonikaspieler, Mundharmonikahersteller  und -verkäufer, Fachbuchautor und Präsident der Society for the Preservation and Advancement of the Harmonica.
Von Beruf war er eigentlich Lehrer, unter anderem für Musik. Er brachte sich selbst Mundharmonikaspielen bei, und wie man Musiktheorie praktisch mit dem Instrument umsetzt. 1954 bis 1967 vertrat er Großbritannien bei den World Harmonica Championships. Er spielte oft Musik für Radio, Film und Fernsehen. Seit 1996 war er regelmäßig Gast des Buckeye Harmonica Festival in Columbus (Ohio). Seit 2000 war er in mehreren Mundharmonika-Fachforen des Internets Ansprechpartner für alle erdenklichen Fragen über gutes Mundharmonikaspiel, Instrumentenwartung und gute Mundharmonikas.
Nach langen Jahren handwerklicher Erfahrung mit Reparatur, Wartung, Pflege und Verbesserung von Mundharmonikas, die ja eigentlich ein Industrie-Massenprodukt sind, begann er, zusammen mit Bobbie Giordano, mit selbstentwickelten aufwändigen handwerklichen Methoden die modernste und beste Mundharmonika der Welt, die "Renaissance", eine chromatische Mundharmonika, herzustellen und an viele der besten Mundharmonikaspieler und größten Mundharmonikaenthusiasten der Welt zu verkaufen. Die Produktion der Renaissance übergab er kurz vor seinem Tod an die Firma C. A. Seydel Söhne.

## Bücher
- "Make Your Harmonica Work Better: How to Buy, Maintain and Improve the Harmonica from Beginner to Expert"
- "Play the Harmonica Well: Advanced Instruction for the Chromatic Harmonica"